# آشیکاگا موتوئوجی
آشیکاگا موتوئوجی (به ژاپنی: 足利基氏 Ashikaga Motouji)؛ ۱۳۴۰ – ۱۳۶۷) چهارمین پسر آشیکاگا تاکائوجی نخستین شوگون از شوگون‌سالاری آشیکاگا فرد نظامی اهل ژاپن بود.